# 島根県道226号柿木津和野停車場線
島根県道226号柿木津和野停車場線（しまねけんどう226ごう かきのきつわのていしゃじょうせん）は、島根県鹿足郡吉賀町から鹿足郡津和野町に至る一般県道である。

## 概要
島根県鹿足郡吉賀町柿木から鹿足郡津和野町後田に至る。

### 路線データ
- 起点：鹿足郡吉賀町柿木（国道187号交点、山口県道・島根県道3号新南陽津和野線上）
- 終点：鹿足郡津和野町後田（JR西日本山口線 津和野駅前）

## 路線状況

### 重複区間
- 山口県道・島根県道3号新南陽津和野線（鹿足郡吉賀町柿木（起点） - 鹿足郡吉賀町福川）
- 国道9号（鹿足郡津和野町森村 - 鹿足郡津和野町中座）
- 山口県道・島根県道13号萩津和野線（鹿足郡津和野町鷲原（わしばら） - 鹿足郡津和野町後田）

### 道路施設

#### 道の駅
- 津和野温泉なごみの里（鹿足郡津和野町、山口県道・島根県道13号萩津和野線重複区間内）

## 地理

### 通過する自治体
- 島根県
  - 鹿足郡吉賀町 - 鹿足郡津和野町

### 交差する道路
| 交差する道路                                                                                       | 市町村名 | 市町村名 | 交差する場所     | 交差する場所 |
| -------------------------------------------------------------------------------------------------- | -------- | -------- | ---------------- | ------------ |
| 国道187号 山口県道・島根県道3号新南陽津和野線 重複区間起点                                         | 鹿足郡   | 吉賀町   | 柿木             | 起点         |
| 山口県道・島根県道3号新南陽津和野線 重複区間終点                                                   | 鹿足郡   | 吉賀町   | 福川             |              |
| 国道9号 重複区間起点                                                                               | 鹿足郡   | 津和野町 | 森村             |              |
| 国道9号 重複区間終点                                                                               | 鹿足郡   | 津和野町 | 中座             |              |
| 山口県道・島根県道13号萩津和野線 / 新道 重複区間起点                                               | 鹿足郡   | 津和野町 | 鷲原（わしばら） |              |
| 山口県道・島根県道13号萩津和野線 / 新道 重複区間終点 山口県道・島根県道13号萩津和野線 重複区間起点 | 鹿足郡   | 津和野町 | 高峯             |              |
| 島根県道・山口県道17号津和野田万川線                                                               | 鹿足郡   | 津和野町 | 鷲原             |              |
| 山口県道・島根県道13号萩津和野線 重複区間終点                                                      | 鹿足郡   | 津和野町 | 後田             |              |

### 交差する鉄道
- 山口線

### 沿線
- 吉賀町役場 柿木分庁舎
- 道の駅かきのきむら
- 吉賀町立柿木小学校
- 吉賀町立柿木中学校
- 高津川
- 青野山
- 城下町・津和野の街並み
- 津和野町立郷土館
- 多胡家表門
- 養老館（民俗資料館）
- 津和野町役場 津和野庁舎（本庁は旧日原町役場に設置）
- 津和野カトリック教会
- 津和野美術館
- 島根県立津和野高等学校
- 津和野町立津和野小学校
- 葛飾北斎美術館
- 安野光雅美術館
- 乙女峠マリア聖堂
- 永明寺
- JR西日本山口線 津和野駅